# Universidad José Santos Ossa
La Universidad José Santos Ossa fue una universidad que se creó en la ciudad de Antofagasta y que luego derivó en la también desaparecida Universidad del Mar. Finalmente la universidad cerró sus puertas en 2005.

## Organización
En su mejor época, la Universidad llegó a tener diez carreras organizadas en igual número de facultades.

### Facultades
- Psicología
- Ingeniería Comercial
- Psicopedagogía
- Periodismo
- Publicidad
- Diseño Gráfico
- Trabajo Social
- Educación Parvularia
- Contador Público Auditor
- Pedagogía en Lengua Castellana y Comunicación
- Pedagogía en Historia y Geografía
- Comunicación Audiovisual